# Pat Smith
Patrick Harrison "Pat" Smith (ur. 19 grudnia 1990) – amerykański zapaśnik walczący w stylu klasycznym. Zajął ósme miejsce na mistrzostwach świata w 2023 roku.
Mistrz igrzysk panamerykańskich w 2019. Złoty medalista mistrzostw panamerykańskich w 2015, 2016, 2017 i 2022; srebrny w 2020. Dziewiąty w Pucharze Świata w 2014. Drugi na akademickich MŚ w 2014. Zawodnik Chaska High School z Chaska i University of Minnesota.